# تومي ستيل
تومي ستيل (بالإنجليزية: Tommy Steele)‏ (و. 1936  م) هو مغني، وكاتب أغاني، وممثل أفلام، وعازف قيثارة، ونحات بريطاني، يستخدم آلات قيثارة، بدأ مشواره المهني سنة 1956.

## جوائز وترشيحات
حصل على جوائز منها:

نيشان الامبراطورية البريطانية من رتبة ضابط
ترشح لـ:
جائزة توني عن فئة أفضل ممثل في مسرحية موسيقية ‏ (1965).

## وصلات خارجية
- تومي ستيل على موقع IMDb (الإنجليزية)
- تومي ستيل على موقع ألو سيني (الفرنسية)
- تومي ستيل على موقع ميوزك برينز (الإنجليزية)
- تومي ستيل على موقع تيرنر كلاسيك موفيز (الإنجليزية)
- تومي ستيل على موقع أول موفي (الإنجليزية)
- تومي ستيل على موقع قاعدة بيانات برودواي على الإنترنت (الإنجليزية)
- تومي ستيل على موقع قاعدة بيانات برودواي على الإنترنت (الإنجليزية)
- تومي ستيل على موقع قاعدة بيانات الأفلام السويدية (السويدية)
- تومي ستيل على موقع أول ميوزيك (الإنجليزية)
- تومي ستيل على موقع ديسكوغز (الإنجليزية)